# JazzHausMusik
JazzHausMusik ist ein deutsches unabhängiges Label für Jazz und improvisierte Musik, das 1980 in Köln gegründet wurde. Es ist im Bereich der improvisierten und Jazzmusik das einzige Label in Europa, das seit Gründung vollständig in der Hand der produzierenden Musiker ist.

## Geschichte
Bei JazzHausMusik veröffentlichten zunächst Bands der 1978 entstandenen Initiative Kölner Jazz Haus, etwa die Gruppen Extempore (mit Reiner Michalke) oder NoNett (mit Norbert Stein und Joachim Gellert). Zustimmende Reaktionen der Öffentlichkeit auf die ersten Produktionen, insbesondere auf die erste Aufnahme der Jazzhaus Big Band unter der Leitung von Joachim Ulrich, die Joachim Ernst Berendt im damaligen Südwestfunk als Platte des Monats auszeichnete, „führten dazu, dass sich das Label regelrecht etablierte und so zu einem wichtigen Medium für die ... Initiative Kölner Jazzhaus entwickelte.“ Die Sampler-Reihe „Stadtgarten Series“ (nach der 1986 von der Initiative im Stadtgarten eröffneten Spielstätte) gab „einen interessanten Überblick über diese neue Szene“.

## Künstler
Auf dem von Georg Ruby kuratierten Label veröffentlichten auch in den folgenden Jahrzehnten Symbole der Kölner Szene wie die Kölner Saxophon Mafia, die Gruppe Heinz und im Rheinland ansässige Musiker wie Christina Fuchs, Niels Klein, Hans Lüdemann, Dieter Manderscheid, Ulla Oster oder Claudio Puntin, zunehmend aber auch Musiker aus anderen Regionen, wie Christoph Haberer/Sarah Buechi, Rudi Mahall, Christian Lillinger, Marc Muellbauer, Meinrad Kneer, Hannes Zerbe oder Michel Pilz. Der Katalog von JazzHausMusik umfasst 258 Alben (Stand: April 2018) und ist ab der 33. Produktion komplett auf CD erschienen.

## Auszeichnungen
Bisher erhielten sieben Produktionen des Labels den Preis der Deutschen Schallplattenkritik. Die Produktion Wollie Kaiser/Georg Ruby „Ruby Domesticus Vulgaris“ erhielt 1987 im New Yorker Cadence-Poll die Auszeichnung als „beste ausländische Produktion des Jahres“. Die Produktion Georg Ruby/Michel Pilz, „Deuxième Bureau“(JHM 205), wurde vom New York City Jazz Record zum Album des Jahres 2011 gewählt.